# Majestad de Beget
La Majestad de Beget es una imagen de madera policromada de mediados del siglo XII que representa a Cristo crucificado en posición de  Majestad triunfante, sin signos de sufrimiento. Esta obra se encuentra como imagen de culto en el altar mayor de la iglesia parroquial de San Cristóbal de Beget, perteneciente al municipio de Camprodón en la comarca catalana del Ripollés (provincia de Gerona).

## Ubicación
La imagen de la Majestad se encuentra presidiendo el retablo barroco del año 1682, colocado en el presbiterio de la iglesia de San Cristóbal de la población de Beget agregada al municipio de Camprodón desde el año 1969 y perteneciente al obispado de Gerona. La iglesia está datada del siglo XII y dependía del monasterio de San Pedro de Camprodón de orden benedicta. Durante el tercer cuarto del siglo XVIII se hicieron alteraciones en la iglesia con la reforma del presbiterio y del retablo barroco, donde se colocó la Majestad presidiendo la parte central del mismo, sobre una tabla con pintura del siglo XVII, lugar donde se puede acceder por medio de dos puertas situadas en los laterales del retablo y una doble escalera que conduce al camarín del crucifijo. En 1936 debido a la guerra civil española y ante el peligro de incendio de la iglesia, la imagen fue trasladada para su protección primero a Barcelona y después, junto con otras obras artísticas, a Darnius. Finalmente la actitud de los vecinos del pueblo evitó el incendio y posible saqueo interior de la iglesia de San Cristóbal. La imagen fue retornada a la iglesia en el año 1940.

## Características
- Medidas de la imagen: 207 x 196 cm
- Medidas de la cruz: 217 x 198 cm

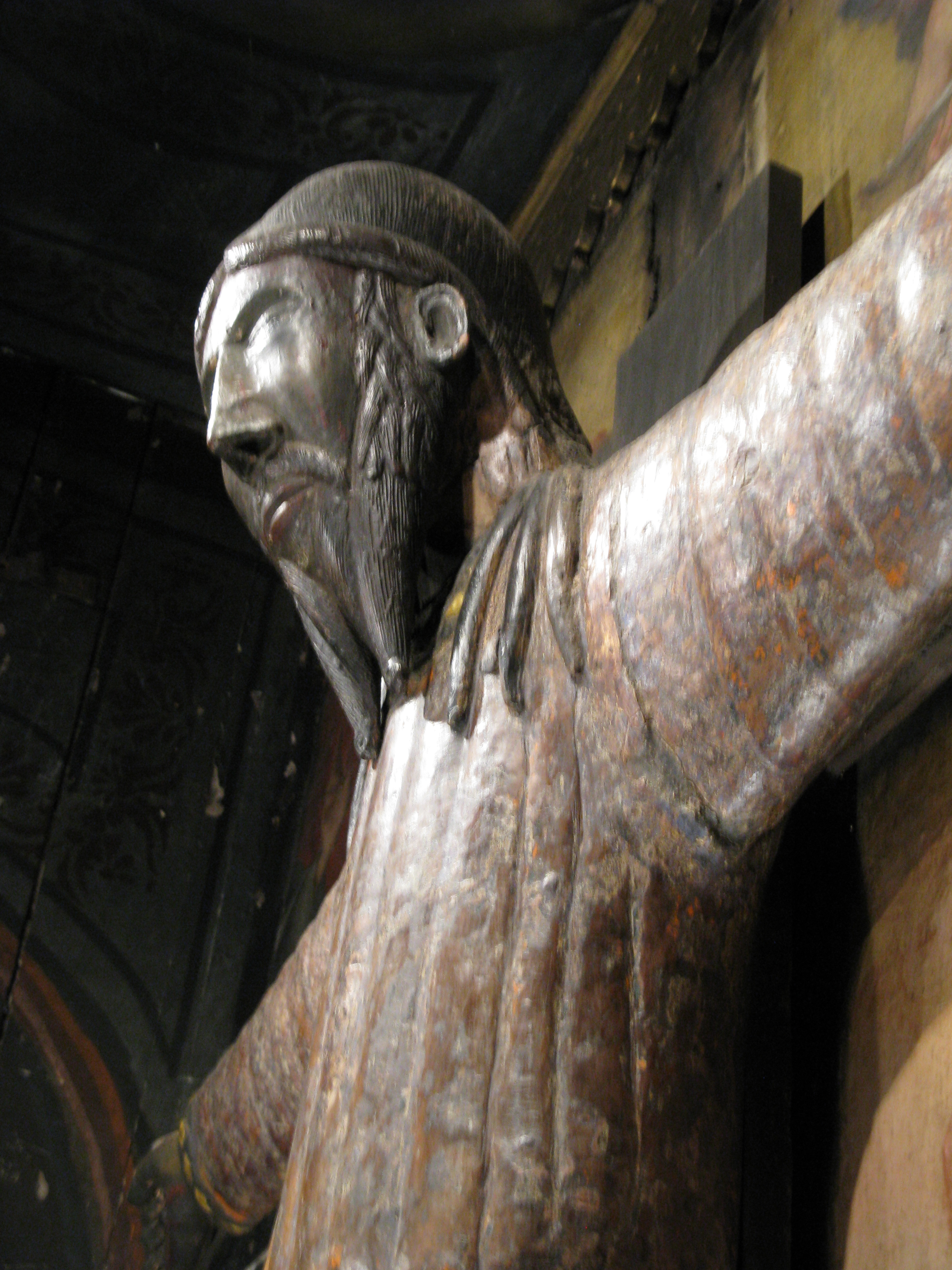
Detalle de la Majestad de Beget.

La talla de la imagen está realizada en madera de nogal policromada con pintura al temple y relieves en yeso dorado en su vestidura. Las características que presenta son las que se encuentran en la mayoría de las imágenes del tipo Christus Triumphans —que simboliza «la victoria de Cristo sobre la muerte, vestido y presentado de forma solemne»—, en la zona catalana pirenaica oriental a grandes rasgos entre la Cerdaña, Ampurdán, Osona y Bergadá así como el área del Rosellón de donde procede la Majestad de la Trinidad de Bellpuig.
La composición es frontal y geométrica con los brazos horizontales y manos extendidas que forman una línea recta con los hombros de la figura. El cuerpo compone una línea en vertical con la cabeza. Se encuentra cubierto con una túnica hasta los pies y mangas largas hasta las muñecas (manicata), está ceñida a la cintura por medio de un cíngulo que presenta unos relieves dorados en yeso que han estado atribuidos a reformas posteriores a su ejecución original, este mismo ornamento se encuentra en el borde inferior de la túnica y de las mangas, parece ser resultado de las intervenciones del año 1787.
La túnica está tratada con pliegues tubulares como los que se observan en la Majestad de Batlló, coincide con esta escultura el tratamiento de la talla de la cabeza con los ojos abiertos, detalles del pelo, barba, nariz larga y bigote. Los brazos y la cabeza están realizados en bloques de madera separada como era habitual en estas obras. Los pies también son piezas sueltas que en este caso no son los originales. La policromía ha sido restaurada en diversas ocasiones según demuestran los análisis efectuados de los pigmentos utilizados. En algún momento esta imagen debió de presentarse con corona, según se aprecia en grabados de gozos en su honor, o quizá se utilizaba solo en algunas celebraciones litúrgicas especiales.
La cruz en la que está inserto Cristo, solo conserva original la parte vertical inferior, los travesaños de los brazos y la parte superior vertical correspondiente a la cabeza, son añadidos posteriores. En el reverso de la imagen se había dicho que había un hueco dedicado a la función de relicario, aunque lo que se ha podido apreciar actualmente (2009) es un gran vaciado que más bien corresponde a lo que se solía hacer en todas las imágenes para evitar rajas en la madera y además aligerar la escultura de peso.

## Datación
La tipología o modelo de imágenes de estas características en Cataluña se han relacionado con ejemplares italianos como el Santo Volto de la catedral de Lucca, imagen cuyo culto está datado desde finales del siglo XI, o con el de la Santa Croce del Corvo en Bocca di Magra en el centro de Italia. La alusión de Vultus con idea de la faz, este término está documentado en majestades próximas a las de Beget, como en la Majestad de Orgañá, y otra a un Vultus perteneciente a la iglesia de Estamariu en los años 1063 y 1092, «ad imso vultu vel ad majestatem Domini da Starmariz».
Todo este contexto y fechas aportadas para la datación de imágenes como la Majestad de Batlló o la de Orgañá, así como la posible fecha de la iglesia de Beget de la misma tipología arquitectónica que la de San Esteban de Llanars consagrada en 1168, con casi idénticas esculturas en la portada y ambas dependientes del monasterio de San Pedro de Camprodón, han hecho datar la ejecución de la Majestad de Beget hacia el tercer cuarto del siglo XII.